# Subjel
Subjel (cyr. Субјел) – wieś w Serbii, w okręgu zlatiborskim, w gminie Kosjerić. W 2011 roku liczyła 179 mieszkańców.